# Harm Menkens
Harm Hinrich Menkens (geb. 18. August 1937 in Brake; gest. 26. März 2019 in Süderbrarup) war ein deutscher Kapitän, rechtsextremer Verleger und Autor verschwörungstheoretisch orientierter Schriften.

## Leben und Wirken
Harm Menkens wurde 1937 in Brake geboren. Er arbeitete langjährig als Kapitän auf Großer Fahrt und als Seefahrtoberlehrer an der Seefahrtschule Grünendeich bei Hamburg, bevor er auf richterlichen Beschluss aus dem niedersächsischen Schuldienst und dem Beamtenverhältnis entfernt wurde.
Menkens gehörte zum Umfeld des rechtsextremen Bundes für Gotterkenntnis der Ludendorff-Bewegung. Der BfG-nahe Lühe-Verlag wurde über Jahrzehnte von ihm betrieben und wird nach seinem Tod von Sonnhild Sawallisch geleitet.
Menkens beschäftigte sich mit Wahrheitsbeweisen über im Hintergrund wirkende sogenannte überstaatliche Mächte. Von ihm (mit)übersetzte Bücher wie Jüdische Geschichte, jüdische Religion: der Einfluß von 3000 Jahren von Israel Shahak oder Das Leben eines amerikanischen Juden im rassistischen, marxistischen Israel von Jack Bernstein erschienen beispielsweise in der Verlagsreihe Internationale Literatur zur Erforschung politischer Hintergrundmächte. Im Lühe-Verlag war auch das beschlagnahmte Buch Wahrheit sagen, Teufel jagen (Tell the truth and shame the devil; dt.) des Schweizer Holocaust-Leugners Gerard Menuhin erschienen.
Wie der Rechtsextremist und Ludendorffer Roland Bohlinger (1937–2013) war auch Harm Menken in der grünen Anti-Atomkraft-Bewegung und Friedensbewegung aktiv.
Harm Menkens starb nach schwerer Krankheit im schleswig-holsteinischen Süderbrarup.

## Schriften (Auswahl)

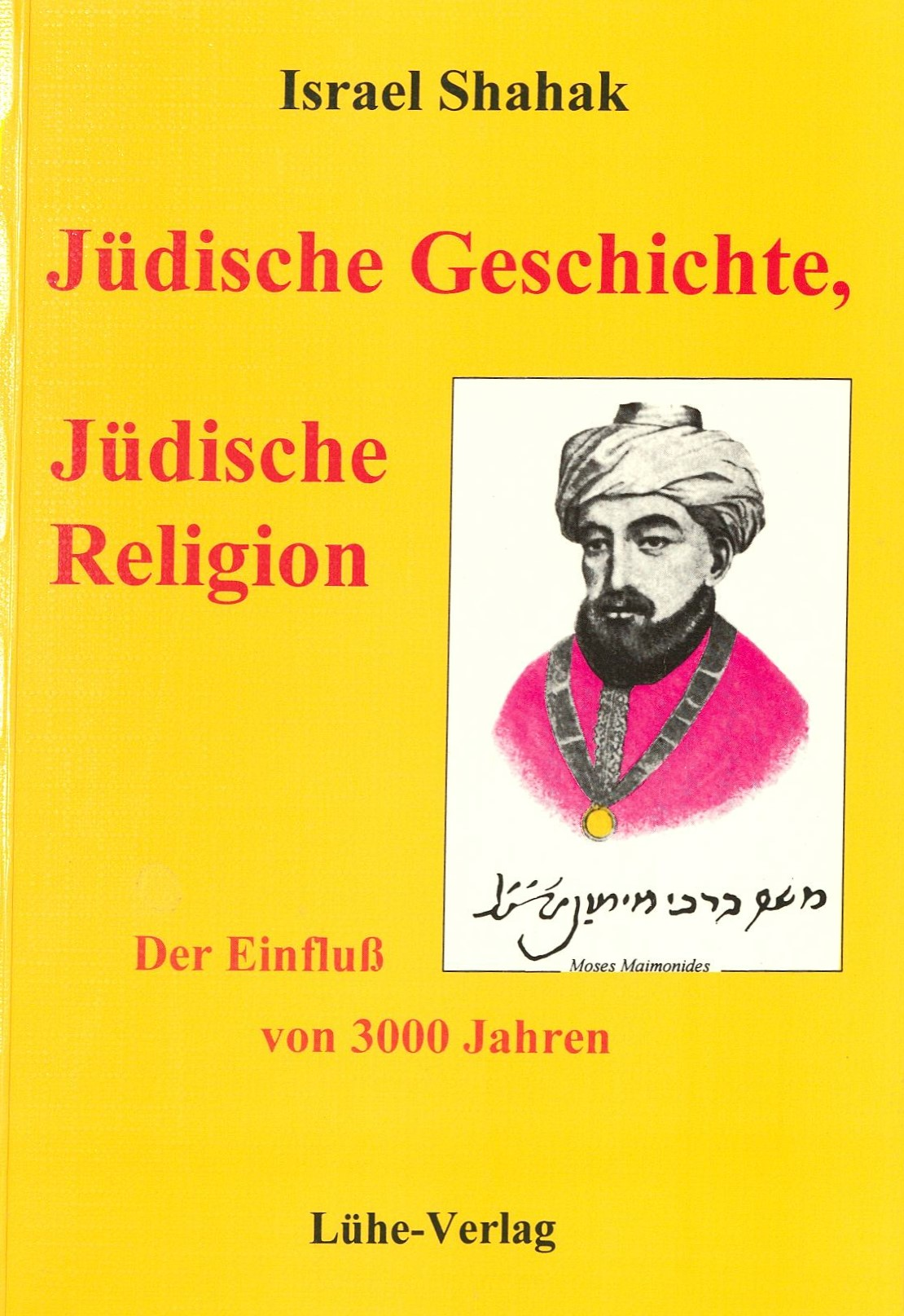
Menkens als Übersetzer und Bearbeiter von Israel Shahak, 1998

- Harm Menkens: Meine Bewerbung um das Amt des Bundespräsidenten. Lühe-Verlag, Süderbrarup 1994
- Harm Menkens: Der verschwiegene Widerstand gegen die Nazi-Diktatur. Urteil des Bayer. Verwaltungsgerichts München vom 19. Febr. 1963 zugunsten Mathilde Ludendorffs (Pensionsprozeß Ludendorff). Lühe, Süderbrarup um 2000.
- Harm Menkens und Mitarb.: Atomkrieg 1979/80? 1979.